# Febe (hija de Leucipo)

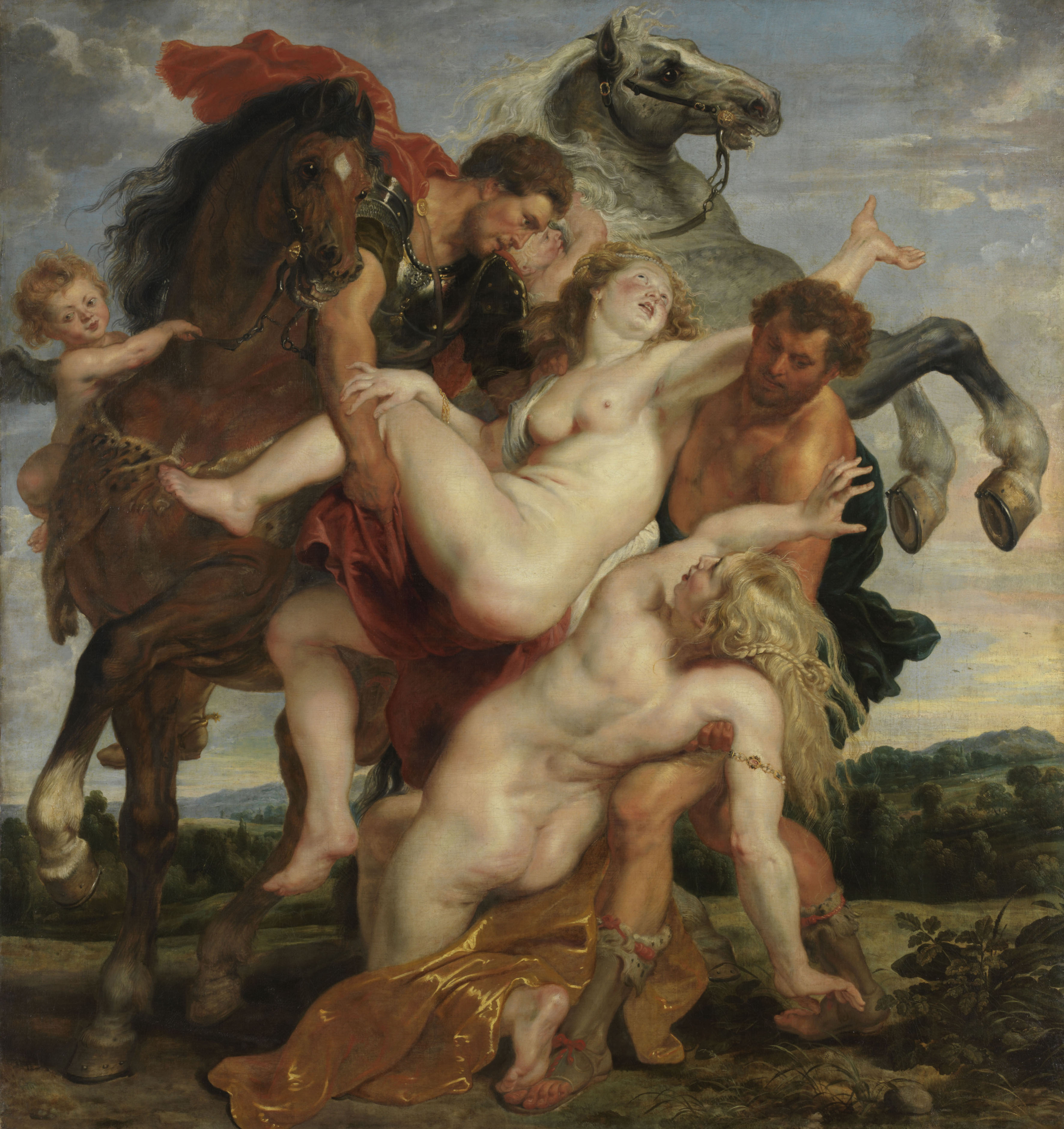
"El rapto de las hijas de Leucipo" de Rubens, 1616.

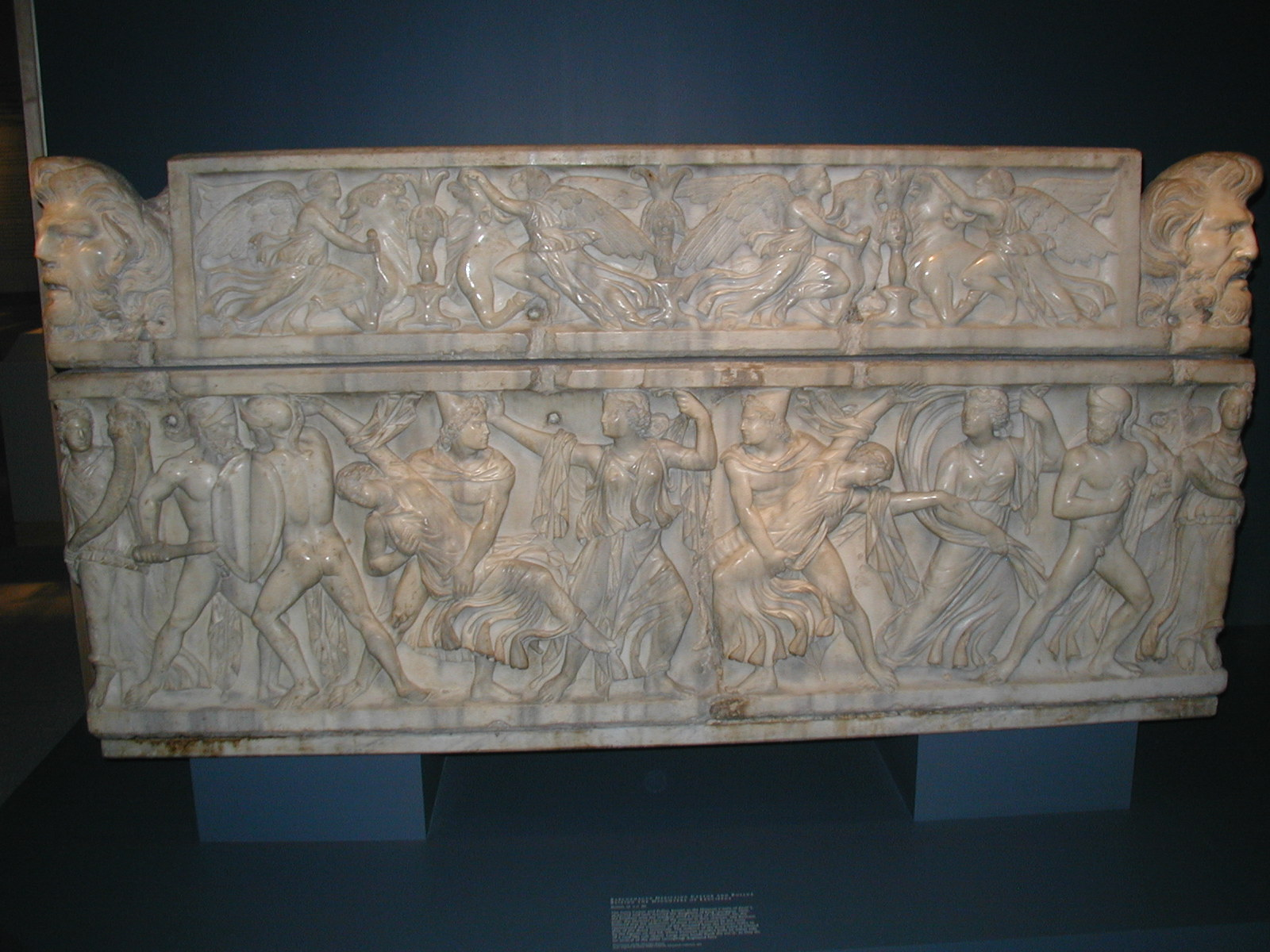
Sarcófago romano con Cástor y Pólux tomando a Febe y a Hilaíra, c. 160.

Febe (del griego antiguo: Φοίβη Phoibe, asociada a Phoebos o "radiante") fue una princesa mesenia en la mitología griega.

## Genealogía
Febe era hija de Leucipo de Mesenia y de Filódice, hija de Ínaco. Ella y su hermana Hilaíra son conocidas usualmente como las Leucípides (es decir, 'hijas de Leucipo'). Febe, finalmente, se casó con Pólux y le dio un hijo, llamado Mnesilao, Mnasínoo, Mnesileo o Mnesínoo.
Algunos dicen que Apolo tuvo un galanteo amoroso con Leucipo y también con la esposa de éste. También se dice en las Ciprias que las Leucípides eran hijas de Apolo.

## Mitología
Febe e Hilaíra eran sacerdotisas de Atenea y Artemisa y , y se comprometieron con Idas y Linceo, hijos de Afareo. Castor y Pólux, los dióscuros, se enamoraron de su belleza e "inflamados de amor", las secuestraron con ayuda de Eros. Cuando Idas y Linceo intentaron rescatar a sus prometidas, ambos fueron asesinados, pero el propio Cástor cayó. Pólux persuadió a Zeus para que le permitiera compartir su inmortalidad con su hermano.